# Escucha activa
La escucha asertiva es una técnica y estrategia específica de la comunicación humana. Basada en el trabajo de Carl Rogers, es utilizada en campos como la enfermería, la psicoterapia y la resolución de conflictos. En 2002, Rost la definió como «un término genérico para definir una serie de comportamientos y actitudes que preparan al receptor a escuchar, a concentrarse en la persona que habla y a proporcionar respuestas (retroalimentación)». Implica asimismo, entre otros aspectos, ofrecer disponibilidad y mostrar interés por la persona que habla. La escucha activa consiste en una forma de comunicación que demuestra al hablante que el oyente le ha entendido. Se refiere a la habilidad de escuchar no solo lo que la persona está expresando directamente, sino también los sentimientos, ideas o pensamientos que subyacen a lo que se está diciendo.
En España, su principal impulsor es Antonio Guijarro Morales,psicólogo humanista, quien en 1973 viajó en calidad de colaborador extranjero becado por la UNESCO al Center for Studies of the Person de La Jolla, California, donde trabajó durante un año con un grupo de expertos, entre los cuales se encuentra Carl Rogers. Al regresar y desde entonces, ha contribuido al desarrollo de esta técnica de comunicación en España, también llamada comunicación centrada en la relación.

## Obstáculos que no permiten escuchar con eficiencia
Existen algunos obstáculos que impiden que escuchemos con eficiencia y debemos ser conscientes de estos para poder superarlos:
- Atención dividida. El tratar de hacer demasiadas cosas al mismo tiempo nos coloca y coloca al usuario en una posición inadecuada e incómoda.
- Atención a nosotros mismos. Comprometemos nuestra capacidad de escuchar a la otra parte.
- Intentar tener una conversación por el simple hecho de tenerla o en un momento que no se preste a ella, como, por ejemplo, en un lugar en el que se nos pueda interrumpir o no tengas el tiempo suficiente para profundizar.
- Fingir que escuchamos.
- Quitarle importancia a lo que otro dice únicamente porque tenemos creencias distintas.

## Ideas para demostrar que estás escuchando
- Conocer e interpretar el lenguaje verbal y corporal de las personas.
- Expresar al otro que le escuchas. Para esto se debe desarrollar una función fática mostrando al otro una reciprocidad e interés sobre lo que está contando. Juega también un papel muy importante el lenguaje no verbal (gestos con la cabeza, con las manos, etc.).
- Mostrar empatía (“comprendo lo que sientes”, “noto que”).
- Parafrasear, es decir, resumir lo que ha dicho. Si alguna parte nos ha llamado la atención, podemos resaltar las palabras que más nos han impactado. Es una forma de dirigir la conversación, porque el hablante va a ampliar la información sobre lo que hemos subrayado. Así se demuestra que el otro está escuchando y entendiendo lo que le estás contando. (“entonces, según veo, lo que pasaba era que…” “¿Quieres decir que…?)
- Reflejar el estado emocional. Además de que se le ha entendido, se le muestra que se sabe cómo se siente. Ayuda; pero no basta con decir: “sé cómo te sientes” o “te entiendo” lo importante es que no finjas.
- Validar: mostrar que se acepta lo que dice aunque no se esté de acuerdo. Es aceptable lo que se dice, se entiende; aunque no se esté totalmente de acuerdo.
- Estar completamente de acuerdo. Hay gente que la única forma que tiene de aceptar la empatía del otro es a través del acuerdo completo de la otra persona. El consenso es ansiolítico, pero se es hipócrita si realmente no está de acuerdo con lo dicho.
- Emitir palabras de refuerzo o cumplidos (“me encanta hablar contigo”, “esto es muy divertido”).
- Resumir (“o sea, que lo que estás diciendo es…”).
- Dar señales de estar escuchando a la otra persona con expresiones como "ajá..." "ah..." "claro...", asintiendo con la cabeza y con expresiones corporales adecuadas.
- Pedir que se aclare todo aquello que no se ha comprendido.
- Proponer síntesis parciales que ayuden a centrar el asunto.
- Respetar los silencios que se produzcan de forma natural en la conversación. Ser paciente y respetar el tiempo del otro.
- Disposición psicológica, es decir, observar al otro y tener una disposición.
- No juzgar
- No distraerse.
- No interrumpir al que habla. Espera a que la otra persona te dé paso, aunque no estés de acuerdo con lo que dice.
- No ofrecer ayuda o soluciones prematuras.
- No rechazar lo que el otro siente (“Eso no es nada”)
- No contar tu historia cuando el otro necesita hablarte.
- No contraargumentar (“Me siento mal” – “Y yo también”).
- Evitar el “síndrome del experto”, es decir, tener la respuesta antes de que el otro cuente todo.
- No rechazar las emociones que el otro manifiesta. Las emociones son reacciones automáticas que frecuentemente se dan en determinadas circunstancias; pero que no son obligatorias y no las controlamos. Por eso, decir a una persona que no debería sentir lo que siente implica un reproche sobre una conducta sobre la que la persona no tiene control. Hay que tener en cuenta que no está en su mano modificar ese sentimiento.
- No solucionar el problema si no es lo que se requiere.
- No des un consejo que no te hayan pedido.
- No descalifiques.